# Зав Мін Тун (футболіст)
Зав Мін Тун (бірм. ဇော်မင်းထွန်း; нар. 20 травня 1992, Мандалай, М'янма) — м'янманський футболіст, центральний захисник клубу Лыги 2 Таъланду «Трат» та капітан національної збірної М'янми.

## Клубна кар'єра
2009 року підлписав свій перший професійний контракт з «Магве». До 2012 року провів за клуб 71 матч. 14 грудня 2012 року підписав 3-річний контракт з «Яданарбоном» за рекордні для чемпіонату М'янми 120 мільйонів к'ятів ($140,350). Посів перше друге місце в голосування за найкращого гравця МНЛ 2013. Вважається одним із найкращих захисників АСЕАН, а також отримав похвалу за свої результативні передачі та забиті м'ячів. До 2015 року він з’являвся за вище вказаний клуб у 73-х поєдинках. У 2014 році з клубом став переможцем чемпіонату. У 2016 році перейшов до «Янгон Юнайтед». У свій перший рік у «Янгоні» святкував чемпіонство з клубом. З січня по квітень 2018 року грав за «Чінланд». На початку 2019 року підписав контракт із тайським клубом першого дивізіону «Чонбурі». Після 20 зіграних у матчах у 2020 році перейшов до суперника по чемпіонату «Сухотай». Десять разів виходив на поле в матчах першого дивізіону за клуб із Сукхотая. За підсумками сезону посів 14-те місце в чемпіонаті та вилетів до третього дивізіону. Після вильоту перейшов до «Трата», який також вилетів з першого дивізіону. За клуб із Трата провів 19 матчів у другому дивізіоні. На початку липня 2022 року перебрався до першого дивізіону, де приєднався до свого колишнього клубу «Чонбурі». За «Акул» провів вісім матчів у першому дивізіоні. У грудні 2022 року з ним не продовжили контракт. У тому ж місяці підписав контракт з малайзійським клубом першого дивізіону «Пенанг». наприкінці грудня 2023 року після 18 зіграних матчів у першому дивізіоні повернувся до Таїланду, де підписав контракт з клубом першого дивізіону «Нахон Патом Юнайтед». Після двох зіграних матчах чемпіонату влітку 2024 року з ним не продовжили контракт. У серпні 2024 року з ним підписав контракт його колишній клуб, «Трат», який вилетів з першого дивізіону.

## Кар'єра в збірній
У національній збірній М'янми дебютував 21 березня 2011 року у нічийному (1:1) матчі кваліфікації Кубку виклику АФК проти Філіппін. За наступні вісім років зіграв загалом 73 міжнародні матчі, у яких відзначився 4-ма голами. З 2012 по 2018 рік центральний захисник також провів 26 поєдинки за різні молодіжні команди М'янми, в яких відзначився 2-ма голами. З олімпійською збірною М'янми брав участь в Азійських іграх 2018 року в Індонезії, де виходив на поле у двох матчах.

## Стиль гри
Фізично потужний гравець, який чудово грає в повітрі завдяки своєму високому зросту та вміє точно пробити головою, що робить його небезпечним під час стандартних положень біля воріт команд-суперниць.
Завдяки його лідерським якостям, атлетизму, технічній майстерності, вмінню досягти успіху як у нападі, так і в захисті, а також тактичній універсальності, його використовують на позиції як центрального захисника та правого захисника.

## Статистика виступів у збірній

### По роках
| Національна збірна | Рік     | Матчі | Голи |
| ------------------ | ------- | ----- | ---- |
| М'янма             | 2011    | 9     | 0    |
| М'янма             | 2012    | 8     | 0    |
| М'янма             | 2013    | 5     | 0    |
| М'янма             | 2014    | 9     | 0    |
| М'янма             | 2015    | 7     | 1    |
| М'янма             | 2016    | 11    | 2    |
| М'янма             | 2017    | 7     | 1    |
| М'янма             | 2018    | 7     | 0    |
| М'янма             | 2019    | 12    | 1    |
| Загалом            | Загалом | 75    | 5    |

| Суперник | Голи |
| -------- | ---- |
| Камбоджа | 3    |
| КНР      | 1    |
| Лаос     | 1    |
| Загалом  | 5    |

### Голи за збірну
Рахунок та результат збірної М'янми в таблиці подано на першому місці.
| #  | Дата              | Місце                                                     | Суперник | Рахунок | Результат | Змагання                           |
| -- | ----------------- | --------------------------------------------------------- | -------- | ------- | --------- | ---------------------------------- |
| 1. | 13 жовтня 2015    | Новий національний стадіон, В'єнтьян                      | Лаос     | 1–0     | 2–2       | кваліфікація чемпіонату світу 2018 |
| 2. | 23 листопада 2016 | Тувунна, Янгон                                            | Камбоджа | 1–1     | 3–1       | чемпіонат АСЕАН 2016               |
| 3. | 23 листопада 2016 | Тувунна, Янгон                                            | Камбоджа | 2–1     | 3–1       | чемпіонат АСЕАН 2016               |
| 4. | 9 листопада 2017  | Олімпійський стадіон, Пномпень                            | Камбоджа | 1–0     | 2–1       | Товариський матч                   |
| 5. | 30 серпня 2019    | Національний футбольний тренувальний центр, Ксянхе, Хебей | КНР      | 1–4     | 1–4       | Товариський матч                   |

## Досягнення

### Клубні
«Яданарбон»
- Національний чемпіонат М'янми
  -  Чемпіон (1): 2014

«Янгон Юнайтед»
- Національний чемпіонат М'янми
  -  Чемпіон (2): 2015, 2018

### Національна збірна
- Кубок миру Філіппін
  -  Володар (1): 2014